# 宋佳 (明朝)
宋佳（15世紀—16世紀），字子美，號一齋，浙江寧波府奉化縣禽孝北山人，明朝政治人物。

## 生平
宋佳是成化十九年（1483年）癸卯科浙江鄉試舉人，授宜興訓導，盡責啟迪後進，弘治二年（1489年）分考河南鄉試號稱得人，改任永新訓導，一如在宜興一樣，遠近人士皆慕其風範，九年（1496年）考績天下第一，馬文升奏擢為國子監博士，明武宗即位後駕幸國子監，他講述《明大誥》稱旨，得賜白金文綺，又獻上《聖駕臨雍賦》，在國子監勒石紀念；陞國子監監丞，正身率物，六館諸生有不受教者，不以其貴賤寬貸，曾因此懲治劉瑾族人學生，南京戶部尚書陳金、祭酒張澯等人打算推薦他擔任御史，他說：「我擔任御史第一件事一定是彈劾劉瑾！」他們害怕惹禍最終不敢上奏，而宋佳業因為忤逆劉瑾改官徽王王府長史，歷事莊王朱見沛、簡王朱祐檯盡心輔導，徽王也加以敬禮，曾向親王勸諫武宗遠狩，到劉六、劉七攻城時也多方籌畫，保全城池，亦推辭徽王上奏其功力勞，在藩邸二十七年七次上疏請求退休，獲徽王保陞四品俸，再進正三品，在任內去世。他個性至孝，母親生病侍奉備至，祈求以身代母生病，母親去世後三年不吃葷喝酒，任官五十年置田僅十四畝，八十多歲去世。

## 引用
1. 1 2  光緒《奉化縣志·卷二十四·人物傳二》：宋佳，字子美，號一齋 禽孝北山人，成化十九年領鄉薦，授宜興訓導，啟迪後進務盡其誠，宏治二年同考河南稱得人，改江西永新聲稱益著，九年考天下第一，馬文升奏擢為五經博士，正德改元，駕幸太學講大誥稱旨，賜白金文綺，獻《聖駕臨雍賦》，勒石國學前。擢國子監丞，正身率物，六館諸生有不率教者，不以貴勢貸法，時劉瑾有聯宗子為太學生犯規，竟懲之，冢宰廖道南、司寇陳金、祭酒張燦欲交章保陞御史，佳曰：「我為御史當首劾劉瑾耳！」三人懼罪及不敢發，終以忤瑾出為徽府長史，厯事簡王、莊王盡心輔導，王特加敬禮，嘗啟王諫武宗遠狩，劉六、劉七攻城多方籌畫，城賴以全，王欲上其功力辭之，在藩邸二十七年上疏乞休者七，王保陞四品俸，再進正三品，卒於官。佳性至孝，母病奉侍備至，祈以身代母，歿三年不御葷酒，厯官五十年置田僅十四畝，卒年八十餘。 康熙志
2. ↑  萬曆《永新縣志·卷四·宦績第八》：宋佳，字子美，鄞縣人，宏治閒以鄉舉為邑學訓導，博通群籍、秉執古誼、師範端嚴，振一時弟子望之廩廩不敢少犯，其教指引導後生善抽啟關鑰檢柙無稍貸假，遠近咸高慕其風，後擢國子博士而去，邑薦紳大夫猶追誦久不能忘云。